# Distretto di Don Chedi
Il distretto di Don Chedi (in thailandese: ดอนเจดีย์) è un distretto (amphoe) della Thailandia, situato nella provincia di Suphanburi.